# Frommesta
Frommesta är en av SCB avgränsad tätort i Gällersta socken i Örebro kommun och Kumla kommun. Här ligger Gällersta forngård.
Tätorten avgränsades 2023 genom delning av tätorten Ekeby. Tätorten omfattar områden som tidigare utgjort småorterna Södra Bro, Gällersta och Höglunda och Frommestafallen.